# Сантьяго Ідігорас
Сантьяго Ідігорас (ісп. Santiago Idígoras, нар. 24 липня 1953, Оньяті) — іспанський футболіст, що грав на позиції нападника, флангового півзахисника.
Виступав, зокрема, за клуб «Реал Сосьєдад», у складі якого ставав чемпіоном Іспанії, а також національну збірну Іспанії. 

## Клубна кар'єра
У дорослому футболі дебютував 1972 року виступами за «Сан-Себастьян», команду дублерів «Реал Сосьєдада», в якій провів два сезони. 
Своєю грою за цю команду привернув увагу представників тренерського штабу головної команди «Реал Сосьєдад», до складу якої приєднався 1974 року. Відіграв за клуб із Сан-Себастьяна наступні сім сезонів своєї ігрової кар'єри. Більшість часу, проведеного у складі «Реал Сосьєдада», був основним гравцем команди. У своєму останньому сезоні в цій команді виборов перший в її історії титул чемпіона Іспанії.
Згодом з 1981 по 1983 рік грав за месксиканську «Пуеблу» та «Валенсію».
Завершив професійну ігрову кар'єру у клубі «Алавес», за команду якого виступав протягом 1983—1985 років.

## Виступи за збірну
1977 року провів свою першу і єдину гру у складі національної збірної Іспанії, вийшовши на заміну по перерві товариської гри зі збірною Ірландії.
| Дата       | Місто  | Господарі | Результат | Гості   | Турнір           | Голи | Примітки |
| ---------- | ------ | --------- | --------- | ------- | ---------------- | ---- | -------- |
| 09-02-1977 | Дублін | Ірландія  | 0 – 1     | Іспанія | товариський матч | -    | 46'      |
| Усього     |        | Матчів    | 1         |         | Голів            | 0    |          |

## Титули і досягнення
- Чемпіон Іспанії (1):

«Реал Сосьєдад»: 1980-1981